# Cucina vietnamita

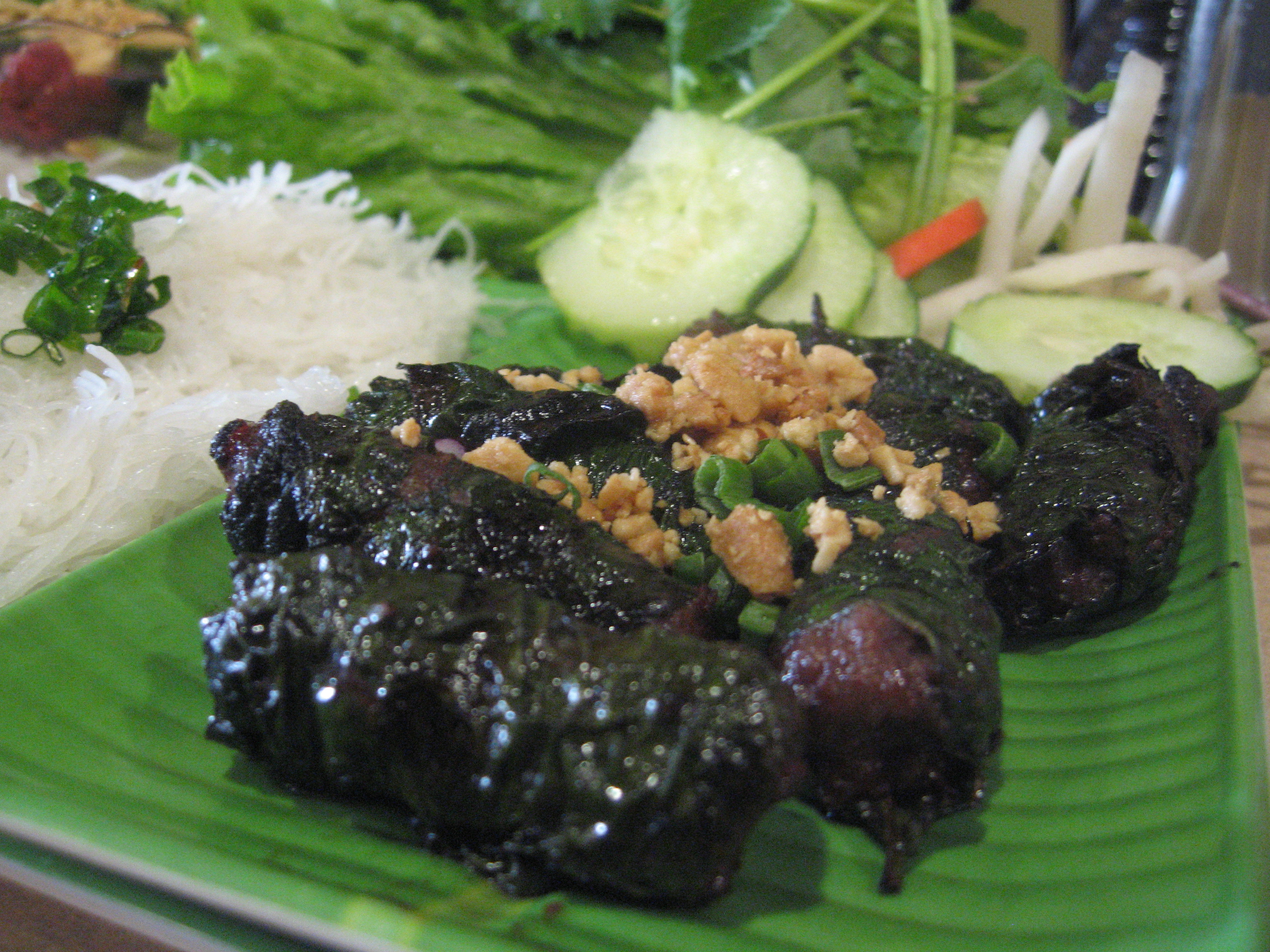
Bánh hỏi

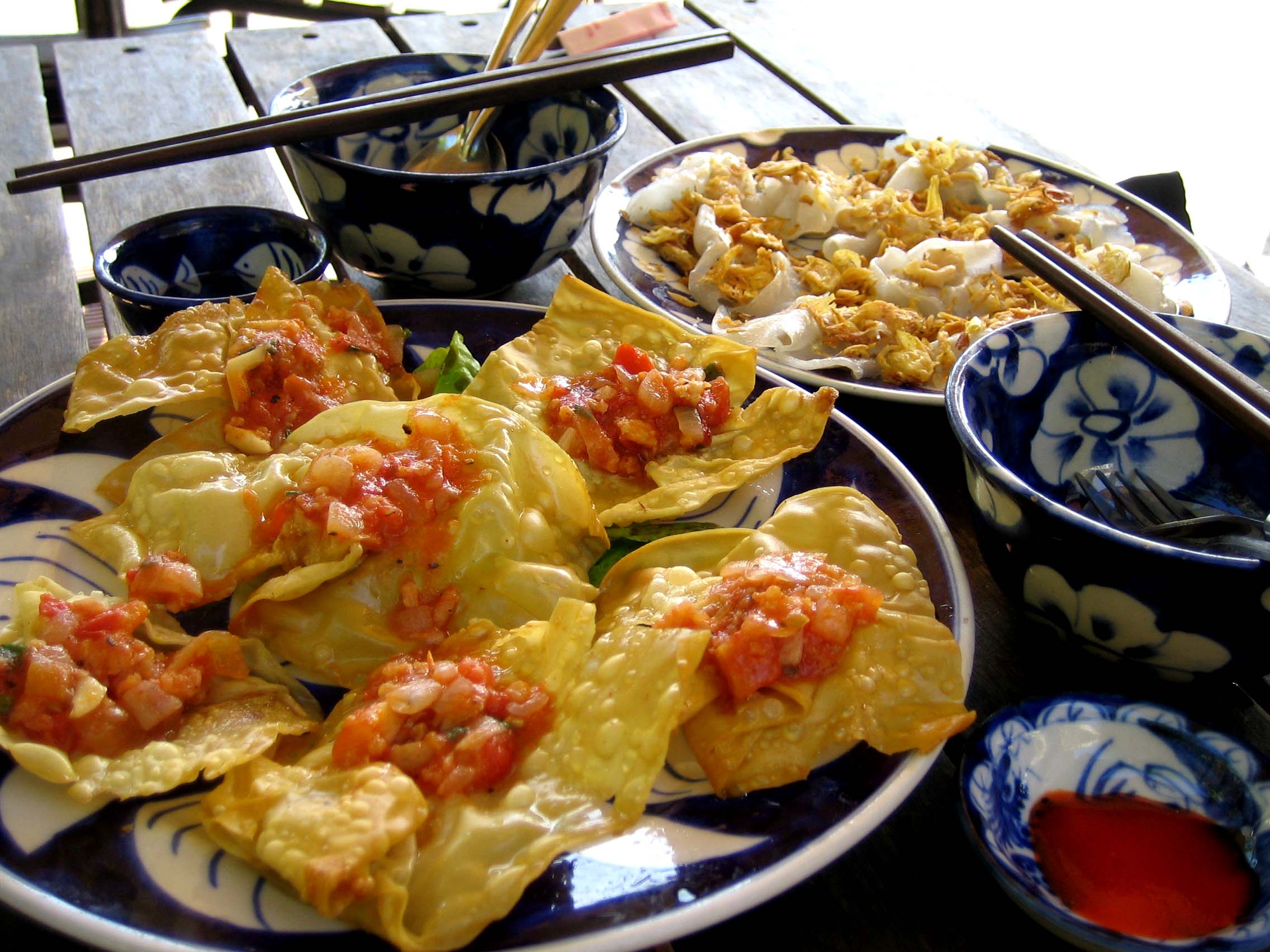
Bánh tôm, Hội An

La cucina vietnamita (Ẩm thực Việt Nam) è l'espressione dell'arte culinaria sviluppata in Vietnam. 
I piatti tradizionali del Vietnam sono almeno cinquecento, testimoniando in tal modo l'estrema varietà della cucina del paese. Tra i prodotti tipici e maggiormente diffusi vi è il riso. Noto anche un tipo di pane chiamato Bánh mì. Rilevante è anche la cucina cinese che ha influenzato notevolmente quella locale.

## Filosofia della cucina vietnamita
La cucina vietnamita cerca di combinare fragranze, sapori e colori, basandosi sulla filosofia dei cinque elementi.
Molti piatti hanno in sé i 5 sapori fondamentali (ngũ vị): piccante (metallo), aspro (legno), amaro (fuoco), salato (acqua) e dolce (terra), che corrispondono ai cinque organi (ngũ tạng): cistifellea, intestino tenue, intestino crasso, stomaco e vescica urinaria.
Comprende poi cinque tipi di nutrienti (ngũ chất): polvere, acqua, elementi minerali, proteine e grasso.
Infine nei piatti cerca di mostrare cinque colori (ngũ sắc): bianco (metallo), verde (legno), giallo (terra), rosso (fuoco) e nero (acqua).
| Corrispondenze       | Elementi    | Elementi        | Elementi | Elementi         | Elementi         |
| Corrispondenze       | Legno       | Fuoco           | terra    | Metallo          | acqua            |
| -------------------- | ----------- | --------------- | -------- | ---------------- | ---------------- |
| Sapori (ngũ vị)      | Aspro       | Amaro           | dolce    | Piccante         | salato           |
| Organi (ngũ tạng)    | Cistifellea | intestino tenue | Stomaco  | Intestino crasso | vescica urinaria |
| Colori (ngũ sắc)     | verde       | rosso           | giallo   | bianco           | nero             |
| Sensi (ngũ giác )    | Vista       | Gusto           | Tatto    | Olfatto          | Udito            |
| Nutrienti (ngũ chất) | Carboidrati | Grassi          | Proteine | Minerali         | Acqua            |

## Cucine regionali
Le tradizionali culinarie nazionali in tutte e 3 le regioni del Vietnam condividono le stesse caratteristiche fondamentali:
- Freschezza del cibo: la maggior parte della carne è cotta per poco tempo. La verdura è mangiata fresca; Se sono cucinate, sono bollite o solamente fritte leggermente
- Presenza di erbe e vegetali: le erbe e le verdure sono essenziali in molti piatti vietnamiti e sono usate abbondantemente
- Varietà e armonia della consistenza: Croccantezza con morbidezza, Acquoso con croccantezza, delicatezza con grettezza.
- Brodi o piatti a base di zuppa sono comuni in tutte e tre le regioni.
- Presentazione: i condimenti che accompagnano i piatti vietnamiti sono di solito molto colorati e sistemati in maniera gradevole alla vista.

Di seguito invece le differenze regionali
Nel vietnam settentrionale, un clima più freddo limita la produzione e disponibilità di spezie.
Col risultato che i cibi sono spesso meno speziati di altre regioni 
Il pepe nero è usato al posto del peperoncino come l'ingrediente più diffuso.
In generale, la cucina settentrionale non è audace in alcun gusto particolare. La maggior parte dei piatti nord-vietnamiti sono bilanciati nei sapori e risultano da sottili combinazioni di molti diversi ingredienti.
L'uso di carni di maiale, manzo e pollo sono limitate in favore di pesce fresco, crostacei e molluschi.
Molti piatti famosi del Vietnam del nord hanno al centro il granchio (per esempio il bún riêu).
La salsa di pesce, la salsa di soia, la salsa di gamberi e le limette sono tra gli ingredienti principali.
L'abbondanza di spezie prodotte nel Vietnam centrale montano la rende famosa per i suoi piatti speziati.
Essendoci stata la capitale dell'ultima dinastia vietnamita, la tradizione culinaria di Huế è caratterizzata da un alto tasso di decorazioni e da piatti molto colorati che riflettono l'influenza dell'antica cucina reale.
La cucina della regione è conosciuta anche per i piatti sofisticati fatta di molti piatti complessi serviti in piccole porzioni.
I piatti più noti: bún bò Huế e bánh khoái.
Il clima caldo e il suolo fertile del Vietnam meridionale ha creato le condizioni ideale per la crescita di un'ampia varietà di frutti, verdure e bestiame.
Il cibo quindi è molto saporito, c'è un grande uso d'aglio, scalogno ed erbe fresche. Lo zucchero poi, viene usato nel cibo molto più che in altre regioni 
La preferenza per la dolcezza nel Vietnam meridionale può essere vista attraverso l'ampia diffusione del latte di cocco.
Le vaste coste rendono i frutti di mare un alimento naturale per le persone in questa regione.
I piatti più famosi della regione sono: bánh khọt e bún mắm..

## Piatti tipici
- Chả giò: Involtini primavera[8]
- Gỏi cuốn: Involtini estate[9]
- Canh chua cá: Zuppa di pesce speziata e piccante
- Phở: Zuppa di spaghetti, generalmente servita con carne di manzo (pho bo) o di pollo (pho ga)
- Gà kho: Pollo e zenzero in salsa di caramello
- Hủ Tiếu Xào Thịt Bò: Pasticcio di manzo
- Nước chấm: Salsa vietnamita
- Nước mầu: Salsa al caramello
- Sườn kho: Costolette di maiale in salsa di caramello
- Thịt kho: Pancetta di maiale brasata alla vietnamita 
  - Thịt kho tàu
- Tôm khô: Gamberetti in salsa di caramello
- Bánh cuốn: una frittella di riso cotta a vapore con ripieno di carne di maiale tritata e moc nhi.
- Bánh xèo: Crepes sfrigolanti di Saigon
- Bún chả: vermicelli di riso con maiale arrosto e verdure, serviti con aceto, chili e zucchero.
- Chả: polpa di carne di maiale fritta nel lardo o arrostita sui carboni ardenti.
- Cơm tay cầm: riso con funghi, pollo e listarelle di maiale, aromatizzato con lo zenzero.
- Lẩu: minestra tipica servita o con il pesce (lau ca) o con la capra (lau de) o solo con le verdure (lau rau).
- Ốc nhồi: carne di lumaca e di maiale, cipolla verde tritata, nuoc mam e pepe, il tutto avvolto in foglie di zenzero e cotto nei gusci di lumaca.
- Cơm rượu: dolce a base di riso glutinoso fermentato
- Caffè all'uovo: bevanda inventata ad Hanoi negli anni 50' del Novecento
- ca dé: crema a base di zucchero, uovo e latte di cocco